# 莫莫杜·穆塔鲁
莫莫杜·穆塔鲁 （Momodu Mutairu，1976年9月2日—），已退役的尼日利亚足球运动员。他曾在尼日利亞以及日本的聯賽效力。他也曾代表尼日利亞國家足球隊參加在沙特阿拉伯舉辦的1995年法赫德國王盃。